# Trần Quốc Trung (chính khách)
Trần Quốc Trung (sinh ngày 9 tháng 9 năm 1960) là một chính khách Việt Nam. Ông nguyên là Ủy viên Trung ương Đảng khóa XII, nguyên Bí thư Thành ủy, Trưởng đoàn Đại biểu Quốc hội Việt Nam khóa XIV thành phố Cần Thơ

## Xuất thân và giáo dục
Trần Quốc Trung sinh ngày 9 tháng 9 năm 1960 tại xã Tân Phước Hưng, huyện Phụng Hiệp, tỉnh Hậu Giang. Ông có học vấn Cử nhân kinh tế và Cử nhân luật.

## Sự nghiệp
Trần Quốc Trung là đảng viên Đảng Cộng sản Việt Nam.
Ông từng giữ các chức vụ Chánh Văn phòng Thành ủy, Phó Trưởng ban Tổ chức Thành ủy, Ủy viên Ban Thường vụ Thành ủy - Trưởng ban Tổ chức Thành ủy, Bí thư Huyện ủy Phong Điền, Ủy viên Ban Thường vụ, Thường trực Thành ủy, Phó Bí thư Thường trực Thành ủy Cần Thơ khóa XII, nhiệm kỳ 2010-2015. Tại Đại hội đảng bộ Thành phố Cần Thơ nhiệm kì 2015-2020 ông được bầu giữ chức Bí thư Thành ủy thay ông Trần Thanh Mẫn được Bộ Chính trị phân công giữ chức Phó Chủ tịch Ủy ban Trung ương Mặt trận Tổ quốc Việt Nam. Tại Đại hội Đảng toàn quốc lần thứ XII (tháng 1-2016) ông được bầu vào Ban Chấp hành Trung ương Đảng Cộng sản Việt Nam.
Tại Đại hội Đảng bộ thành phố Cần Thơ lần thứ XIV nhiệm kỳ 2020-2025 (tháng 9-2020). Ông Lê Quang Mạnh đắc cử thay thế ông Trần Quốc Trung làm Bí thư Thành ủy Cần Thơ